# Geschützter Landschaftsbestandteil Stige
Der Geschützte Landschaftsbestandteil Stige mit einer Flächengröße von 0,561 ha liegt westlich von Madfeld im Stadtgebiet von Brilon. Das Gebiet wurde 2001 mit dem Landschaftsplan Hoppecketal durch den Kreistag des Hochsauerlandkreises als Geschützter Landschaftsbestandteil (LB) ausgewiesen. Der LB ist umgeben vom Landschaftsschutzgebiet Freiflächen um Radlinghausen und Madfeld.

## Beschreibung
Der Landschaftsplan führt zum LB aus: „Der LB umfasst ein durchgewachsenes, ehemals niederwaldartig genutztes Buchenaltholz, das am Ostrand unmittelbar an einen Kalksteinbruch grenzt. Auf dem flachgründigen Massenkalk hat sich eine artenreiche Krautschicht entwickelt, während Baum- und Strauchschicht eher lückig ausgebildet sind. Die Flächengröße und vorhandene Bestockung dieses LB erlaubt eine ordnungsgemäße forstwirtschaftliche Nutzung; diese muss jedoch so definiert werden, dass sie dem Schutzzweck (Landschaftsbild, Habitatfunktion) nicht zuwider läuft.“

## Schutzzweck
Der Landschaftsplan dokumentiert zum Schutzzweck:
„Als geschützte Landschaftsbestandteile werden Teile von Natur und Landschaft festgesetzt, soweit ihr besonderer Schutz
a) zur Sicherstellung der Leistungsfähigkeit des Naturhaushaltes,
b) zur Belebung, Gliederung oder Pflege des Orts- und Landschaftsbildes oder
c) zur Abwehr schädlicher Einwirkungen
erforderlich ist. Der Schutz kann sich in bestimmten Gebieten auf den gesamten Bestand an Bäumen, Hecken oder anderen Landschaftsbestandteilen erstrecken.“
Zu Verboten ist im Landschaftsplan aufgeführt:
„Nach § 34 Abs. 4 LG ist die Beseitigung eines geschützten Landschaftsbestandteils sowie alle Handlungen, die zu einer Zerstörung, Beschädigung oder Veränderung des geschützten Landschaftsbestandteils führen können, verboten.“
Mit dem Landschaftsplan wurde das Gebot erlassen:
„Die Geschützten Landschaftsbestandteile sind durch geeignete Pflegemaßnahmen zu erhalten, solange der dafür erforderliche Aufwand in Abwägung mit ihrer jeweiligen Bedeutung für Natur und Landschaft gerechtfertigt ist.“